# Basileuterus
Basileuterus is een geslacht van zangvogels uit de familie van de Amerikaanse zangers (Parulidae). De wetenschappelijke naam van het geslacht is voor het eerst geldig gepubliceerd in 1849 door Jean Cabanis.

## Soorten
De volgende soorten zijn bij het geslacht ingedeeld:
- Basileuterus belli – Goudbrauwzanger
- Basileuterus culicivorus – Goudhaanzanger
- Basileuterus delattrii – Delattres zanger
- Basileuterus ignotus – Pirrezanger
- Basileuterus lachrymosus – Waaierzanger
- Basileuterus melanogenys – Zwartwangzanger
- Basileuterus melanotis – Costaricaanse zanger
- Basileuterus punctipectus – Yungaszanger
- Basileuterus rufifrons – Roodkapzanger
- Basileuterus tacarcunae – Tacarcunazanger
- Basileuterus trifasciatus – Driebandzanger
- Basileuterus tristriatus – Driestreepzanger